# César Calvo
César Viacheslav Calvo Soriano (Lima, 26 de julio de 1940-Lima, 18 de agosto de 2000) fue un poeta, escritor, maestro y compositor peruano. Es considerado miembro de la generación del 60 y autoridad cultural importante en el Perú, en su carrera política Calvo participó de los movimientos revolucionarios del siglo XX junto a Javier Heraud, durante su militancia comunista escribió Los lobos aúllan contra Bulgaria (1990) y Las tres mitades de Ino Moxo y otros brujos de la amazonía (1981) lo que le valió su fama y su posterior internacionalización como poeta, llegando sus obras a traducirse a idiomas como el inglés e italiano.

## Biografía
Fue miembro de la generación del 60, cuya obra refleja el interés de este grupo en usar imágenes de la cultura y sociedad contemporáneas en la poesía; además de incorporar, en algunas ocasiones, otras propias de su región amazónica natal. También su obra se relacionaría con su militancia comunista.
Hijo del pintor loretano César Calvo de Araújo y Graciela Soriano Narváez. Se estableció en Lima en1946, en donde estudió primaria en el Colegio Pedro Tomás Drinot y secundaria en el Colegio Nacional Hipólito Unanue. Siguió estudios de Letras, Psicología y Derecho en la Universidad Nacional Mayor de San Marcos. Vivió su infancia en un pequeño departamento ubicado en el tercer piso de la calle Coca (4a cuadra del Jirón Carabaya) de Lima, la casa granja de Puente Piedra y la chacra de Chillón, propiedades de su abuelo Víctor Fuentes Soriano. Su juventud transcurrió entre la calle Gremios (Jirón Callao), la casa en la Bajada de Baños de Barranco y su departamento en Las Begonias de Chaclacayo.
Viajero empedernido y aventurero recorrió muchas ciudades del Perú y del mundo, viviendo durante años en el Cusco, Iquitos, Londres, París, Madrid, Roma y Barcelona. De espíritu fraternal y desprendido, muchos gozaron de su amistad inconfundible y aquella risa estruendosa y contágiate que aún recuerdan todos aquellos que llegaron a disfrutar de su compañía sin distingo de edad, clase, raza, posición social y cultural, incluyendo por supuesto a grandes personalidades de la poesía, literatura, ciencia, artes y política nacional e internacional. Fue gran amigo de los pobres, irremediable amante de las mujeres y dulce protector de niños y animales. Su identificación y gran amor por la Amazonía y la ecología, lo llevó a dirigir la filial del Instituto Nacional de Cultura en Iquitos en 1975 durante el cual también fue director de la Fundación Pro Selva en la misma ciudad, dedicada a la protección y difusión de la cultura amazónica.
En los tramos finales de su vida, al padecer de una enfermedad - parecía oír sonidos extraños- fue ayudado, para su recuperación, por el poeta laureado Rafael Alberti.

## Ruta intelectual y literaria
Periodista fundador del diario Expreso en Lima, siguió como corrector, diagramador y redactor en El Comercio de Lima hasta el año 1963, luego asume la subdirección del diario El Correo. Editó Latin American Touring (1964-1965) con una edición paralela en español. Jefe de redacción en La República, columnista de El Popular hasta el año 1986, colaboró continuamente con las revistas Gente, Caretas y Si, siendo columnista hasta el final de sus días, en el diario Perú Shimpo.
Su talento lo llevó a ser guionista para los programas "Esta es su vida" y "Noche de gala" en Panamericana Televisión. Locutor en off en el cortometraje A un viejo poeta en el Perú (1977), de Alberto ‘Chicho’ Durant, dedicado a Martín Adán; fue además, declamador exclusivo de César Vallejo a pedido de su viuda Georgette Vallejo.
Calvo incursiona en la música con Cancionario (1967), colección de poemas escritos en forma de canciones. Varios de ellos fueron tomados, posteriormente, por renombrados cantautores y músicos como Chabuca Granda, Jorge Madueño, Raúl Vásquez, Juan Castro Nalli, Lucho Gonzales, Víctor Merino, entre otros. Es el inicio de una prolífica producción en variados géneros como baladas, trova, landós, marineras, huaynos, yaravíes, panalivios, festejos, danzones, así como canciones infantiles. Muchos de estos temas son interpretados por reconocidos cantantes internacionales como Pablo Milanés, Silvio Rodríguez, Alfredo Zitarrosa, Mercedes Sosa, Rafael, Eva Ayllón, Susana Baca, Cecilia Barraza, Elsa María Elejalde, Miki Gonzales y otros.
Como director artístico del Conjunto Folklórico Perú Negro, Calvo aportó en la coreografía, vestuario y luces; además, como coordinador general en varios espectáculos, autor de los textos de "Y la tierra se hizo nuestra" que ganó el Premio Internacional de la Danza y la Canción de Buenos Aires en 1970, que llevó a este grupo al despegue de su carrera internacional.
Con tan sólo veinte años de edad, su primer poemario Carta para el Tiempo recibió mención honrosa en el primer Concurso Hispanoamericano de Literatura (1960), cuyos versos aún no han sido editados. En el mismo año, compartió con Javier Heraud el primer premio del Concurso “El Poeta Joven del Perú” con el poemario Poemas Bajo Tierra, que se publicó al año siguiente. En 1963 presenta su segundo libro, Ausencias y retardos. En 1966, gana una mención de honor en el Premio Casa de las Américas por su obra El cetro de los jóvenes. En el siguiente año, publica, junto con Javier Heraud, Ensayo a dos voces. Recién ese mismo año, sale a luz El cetro de los jóvenes en La Habana.
Otros poemarios suyos como El último poema de Volcek Kalsarets (1965), Cancionario (1967) y Poco antes de partir (1971) fueron incluidos en su quinto libro Pedestal para Nadie, obra que obtiene en el 1974 el Primer Premio del Concurso Hispanoamericano de Literatura y en 1975 el mayor galardón con el Premio Nacional de Fomento a la Cultura, Premio Nacional de Poesía.
En 1981 publica su magistral novela Las tres mitades de Ino Moxo y otros brujos de la amazonía, traducida al italiano al año siguiente y posteriormente al inglés. Su talento poético vuelve en 1985 con su octavo libro Como tatuajes en la piel de un río. Luego, ese mismo año, se publican los dos primeros libros de su trilogía Los lobos grises aúllan en inglés, que revela los entretelones del atentado contra Juan Pablo II, continuando con el tercer volumen La verdad y solamente la verdad. Campana de Palo se publica en 1986, la cual recopila las columnas publicadas y censuradas, que escribiera para el Diario El Popular. Luego, en 1989 aparece su poemario Puerta de viaje en coautoría con José Pavletich y al siguiente año su último libro de la trilogía Los lobos aúllan contra Bulgaria. En 1995 se edita la traducción al inglés de Las tres mitades de Ino Moxo en Estados Unidos.
César Calvo, considerado como uno de los mejores escritores hispanoamericanos por su inconfundible aliento poético, fallece repentinamente el 18 de agosto de 2000, casi al término de su último ensayo poético Edipo entre los Inkas, que fuera publicado póstumamente en tres tomos por el Congreso de la República del Perú en 2001.

## Obras

### Poesía
- Pedestal para nadie, póstumo (2000)
- Puerta de Viaje (poemas, con José Pavletich, 1989)
- Como tatuajes en la piel de un río (1985)
- Pedestal para nadie (1975)
- Poemas de César Calvo y Pablo Vitali (Lipesa, Lima, 1972)
- El cetro de los jóvenes (1967)
- Cancionario (1967)
- Ausencias y retardos (1963)
- Poemas bajo tierra (1960)
- Carta para el Tiempo (1960)

### Narrativa
- Edipo entre los Inkas (2001), póstumo
- Los lobos aúllan contra Bulgaria (1990)
- Campana de Palo (1986)
- La verdad solamente la verdad (1985)
- Los lobos grises aúllan en inglés (1985)
- Las tres mitades de Ino Moxo y otros brujos de la amazonía (novela, 1981)

### Canciones
- Poemas y canciones, disco grabado con Reynaldo Naranjo y el acompañamiento en guitarra de Carlos Hayre.

## Filmografía
- Responso para un Abrazo - Tras la huella de un poeta (2013), Nora de Izcue (directora), (Perú, documental).[1]